# Kuolema tekee taiteilijan
Kuolema tekee taiteilijan (z fin. Śmierć czyni artystę) – jedenasty singel grupy Nightwish.
Kuolema tekee taiteilijan to singel wydany po sukcesie albumu Once, przeznaczony tylko na rynek fiński, a później także japoński.
Odkąd Anette Olzon dołączyła do zespołu, zastępując Tarję Turunen, singiel przestał być wykonywany na żywo, podczas koncertów, gdyż Olzon nie mówi po fińsku.

## Lista wydawnictw

### Finlandia(2004) /Spinefarm Records
1. Kuolema tekee taiteilijan
2. Creek Mary’s Blood (orchestral version)
3. Symphony of Destruction (live)

### Japonia(2005) /Universal Music Group
1. Kuolema tekee taiteilijan
2. Symphony of Destruction (live)
3. Where Were You Last Night
4. Wish I Had An Angel (demo version)
5. Creek Mary’s Blood (orchestral version)
6. Ghost Love Score (instrumental)